# 8275 Інка
8275 Інка (8275 Inca) — астероїд головного поясу, відкритий 11 листопада 1990 року.
Тіссеранів параметр щодо Юпітера — 3,698.